# O Resgate do Soldado Ryan
Saving Private Ryan (bra/prt: O Resgate do Soldado Ryan) é um filme de guerra épico norte-americano de 1998, ambientado durante a Invasão da Normandia na Segunda Guerra Mundial. Foi dirigido por Steven Spielberg e escrito por Robert Rodat. O filme é notável por seu retrato gráfico da guerra e pela intensidade de seus primeiros 27 minutos, que inclui uma descrição do assalto à Praia de Omaha durante os desembarques da Normandia em 6 de junho de 1944. Depois, o filme acompanha Tom Hanks como Capitão John H. Miller e sete homens (Tom Sizemore, Edward Burns, Barry Pepper, Vin Diesel, Giovanni Ribisi, Adam Goldberg e Jeremy Davies) enquanto eles procuram pelo paraquedista James Francis Ryan (Matt Damon), que é o último sobrevivente de quatro irmãos militares.
Rodat veio com a história do filme em 1994, quando viu um monumento dedicado aos quatro filhos de Agnes Allison em Port Carbon, na Pensilvânia. Os irmãos foram mortos na Guerra Civil Americana. Rodat decidiu escrever uma história similar, ambientada na Segunda Guerra Mundial. O roteiro foi enviado ao produtor Mark Gordon, que o encaminhou a Tom Hanks. Finalmente, foi entregue a Steven Spielberg, que decidiu dirigi-lo. A premissa do filme é ligeiramente baseada no caso real dos irmãos Niland.
Saving Private Ryan foi bem recebido pelo público e acumulou considerável aclamação crítica, ganhando diversos prêmios pelo filme, elenco e equipe técnica, assim como significativo retorno de bilheteria. O filme acumulou 481,8 milhões de dólares ao redor do mundo, tornando-se o mais lucrativo filme do ano. A Academy of Motion Picture Arts and Sciences indicou-o a onze Óscares; a direção de Spielberg rendeu-lhe o seu segundo Oscar de Melhor Diretor. Saving Private Ryan foi lançado em home video em maio de 1999, lucrando US$ 44 milhões com vendas.
Desde o seu lançamento, Saving Private Ryan tem sido amplamente elogiado como um dos mais influentes filmes de guerra já feitos. Foi creditado por renovar o interesse em antigos e novos filmes, videogames e romances da Segunda Guerra Mundial. Em 2014, o filme foi selecionado para preservação no Registro Nacional de Filmes pela Biblioteca do Congresso dos Estados Unidos, sendo considerado "cultural, histórico ou esteticamente significativo".

## Enredo
Um idoso veterano visita o Cemitério militar e Memorial Americano da Normandia em Colleville-sur-Mer com sua família. Em uma lápide, ele cai de joelhos em emoção.
A cena então muda para a manhã do Dia D, de 6 de junho de 1944, com o desembarque de soldados americanos no setor "Dog Green" da Praia de Omaha, como parte da operação para libertar a França ocupada pelos alemães durante a Segunda Guerra Mundial. Os soldados americanos enfrentam ninhos de metralhadoras e fogo de artilharia vindo das casamatas e posições alemãs nas escarpas. O capitão John H. Miller sobrevive ao desembarque inicial e reúne um grupo de soldados para penetrar nas defesas alemãs.
Após os desembarques, em Washington, D.C., no Departamento de Guerra dos Estados Unidos, o General George Marshall é informado de que três dos quatro irmãos da família Ryan foram mortos em ação e que sua mãe deve receber três telegramas para informá-la sobre isso. Ele descobre que o quarto filho, o soldado de primeira classe James Francis Ryan, um paraquedista da 101ª Divisão Aerotransportada, está desaparecido em ação em algum lugar da Normandia. Depois de ler em voz alta a carta Bixby de Abraham Lincoln, Marshall ordena que Ryan seja encontrado e enviado para casa imediatamente.
Três dias após o Dia D, o Capitão Miller recebe ordens para encontrar Ryan. Ele monta seis soldados de sua companhia, Horvath, Reiben, Mellish, Caparzo, Jackson e Wade, além de um homem detalhado de outra unidade, Timothy E. Upham, um cartógrafo que fala francês e alemão. Miller e seus homens se mudam para Neuville. Nos arredores da cidade, eles se encontram com um pelotão da 101ª Divisão Aerotransportada. Depois de entrar na cidade, Caparzo é baleado por um franco-atirador alemão. Jackson é capaz de matar o atirador mas Caparzo morre. Eles localizam um soldado chamado James Frederick Ryan, mas logo percebem que ele não é o soldado Ryan do qual eles procuram. Eles encontram um membro do regimento de Ryan que os informa que sua zona de salto estava em torno de Vierville, e que as companhias dele e de Ryan tinham o mesmo ponto de encontro. Quando chegam lá, Miller localiza um amigo de Ryan, que revela que Ryan está defendendo uma ponte estrategicamente importante sobre o rio Merderet, na cidade de Ramelle.
A caminho de Ramelle, Miller decide neutralizar a posição de uma metralhadora alemã em uma estação de radar abandonada, apesar dos receios de seus homens pelo fato da investida ser muito arriscada. O médico Wade é fatalmente ferido na escaramuça que se seguiu. O único sobrevivente alemão da estação, conhecido apenas como "Steamboat Willie", é rendido e incorre na ira de todos os membros do esquadrão, exceto Upham, que protesta a Miller sobre a proposta de execução do soldado alemão. "Steamboat Willie" implora por sua vida. A pedido de Upham, Miller decide deixá-lo ir embora vendado, para que ele se entregue à próxima patrulha aliada. Reiben retruca Miller afirmando que os alemães podem encontrar o prisioneiro e coloca-lo em ação novamente, afirmando que Miller "deixou o inimigo escapar". Não mais confiante na liderança de Miller, Reiben declara sua intenção de abandonar o esquadrão e a missão, provocando um confronto com o sargento Horvath. Miller acalma o confronto entre seus homens revelando sua carreira civil como professor de inglês do ensino médio, sobre o qual seus homens montaram um bolão de apostas para descobrir as suas origens. Miller também revela os seus medos e seus estresses diante dos seus homens, afirmando a Reiben que cada homem que ele mata o faz ficar mais longe de casa. Reiben decide ficar.
Depois de vários contratempos, a unidade do capitão Miller finalmente encontra Ryan vivo junto com seus companheiros paraquedistas nos arredores de Ramelle. Depois de entrarem na cidade, Ryan é informado das mortes de seus irmãos e da missão de trazê-lo para casa, e que dois homens do Capitão Miller foram mortos na busca para encontrá-lo. Ele está angustiado com a perda de seus irmãos mas não acha justo voltar para casa, pedindo a Miller que diga a sua mãe que ele pretende ficar "com os únicos irmãos que lhe restaram". O soldado Ryan se recusa a abandonar seu posto na defesa da ponte de Ramelle e o personagem de Tom Hanks vê-se obrigado a escolher entre partir com a missão incompleta ou ficar e ajudar os paraquedistas da 101ª Divisão a defender a ponte da cidade frente a um iminente ataque alemão. Depois de uma reflexão com o sargento Horvath o capitão Miller decide ficar e assume o comando da defesa. Miller combina sua unidade de Rangers com os paraquedistas da 101ª Divisão Aerotransportada na defesa da ponte. Ele planeja emboscar o inimigo com várias metralhadoras calibre .30, coquetéis molotov, minas antitanques e cargas explosivas improvisadas feitas de meias.
Horas depois, eles estariam sob pesado ataque de vários blindados alemães e de ao menos 50 soldados de infantaria. Elementos da 2ª Divisão Panzer da SS chegam com dois tanques Tiger e dois destroyers Marder, todos protegidos pela infantaria. Na batalha de Ramelle que se seguiu, no clímax do filme, os paraquedistas e os soldados de Miller conseguem impor pesadas baixas ao inimigo, mas a um custo muito alto de vidas: boa parte dos paraquedistas e dos homens do Capitão Miller foram mortos, entre eles: Jackson, Melish e Horvath. Upham fica imobilizado pelo medo e se torna incapaz de lutar e fornecer munição aos seus companheiros, resultando na morte dos mesmos. Miller tenta explodir a ponte, mas é baleado e mortalmente ferido por "Steamboat Willie", o mesmo soldado alemão que havia se rendido e libertado da estação de radar que de alguma forma voltou a ação e se juntou a uma unidade de combate inimiga, como Reiben havia previsto anteriormente. Miller rasteja para recuperar o detonador da ponte e dispara inutilmente com sua pistola no tanque Tiger que se aproxima. Quando o Tiger chega à ponte, um Mustang americano P-51 destrói o tanque, após o qual unidades blindadas americanas chegam para derrotar os alemães remanescentes. Upham, que se escondeu em uma vala, sai enquanto um grupo de alemães estão fugindo e ordena que eles larguem suas armas enquanto aponta um rifle ameaçando executa-los... entre eles estava "Steamboat Willie", o alemão que atirou no Capitão Miller, que reconhece Upham que havia o salvado de ser morto na estação de radar. Upham finalmente executa "Steamboat Willie" com seu rifle M1 Garand, desta vez não demonstrando piedade, ele então ordena que o resto dos alemães se retirem. Com a chegada de reforços americanos, os alemães batem em retirada. Ryan então se encontra com Miller que está prestes a morrer e profere suas últimas palavras: "James... earn this. Earn it." (pt: "Faça por merecer."). Ryan então fica de pé e observa o corpo de Miller em emoção, enquanto um discurso de consolo da carta de George Marshall para a Sra. Margaret Ryan (mãe de Ryan) é ouvido.
A cena volta aos tempos atuais e se desvanece para o idoso veterano do início do filme, que revela ser Ryan, e o túmulo ao lado dele é o de Miller. Ryan pergunta a sua esposa se ele era digno de tal sacrifício, ao que ela responde que ele é. Ryan saúda o túmulo de Miller.

## Elenco
| Ator            | Personagem                                                              |
| --------------- | ----------------------------------------------------------------------- |
| Tom Hanks       | Capitão John Miller Jr                                                  |
| Edward Burns    | Soldado Richard Reiben, operador do rifle BAR                           |
| Tom Sizemore    | Sargento Michael Horvath                                                |
| Matt Damon      | Soldado James Francis Ryan, um paraquedista                             |
| Jeremy Davies   | Cabo Timothy Upham, o tradutor                                          |
| Adam Goldberg   | Soldado Stanley Mellish, um soldado judeu                               |
| Barry Pepper    | Soldado Daniel Jackson, franco-atirador                                 |
| Giovanni Ribisi | Soldado Irwin Wade, o médico do grupo                                   |
| Leland Orser    | Tenente DeWindt                                                         |
| Vin Diesel      | Soldado Adrian Caparzo                                                  |
| Ted Danson      | Capitão Fred Hamill, comandante das forças paraquedistas na região      |
| Paul Giamatti   | Sargento William Hill, um paraquedista                                  |
| Dennis Farina   | Tenente-coronel Walter Anderson, comandante do Batalhão de Miller       |
| Harve Presnell  | General George C. Marshall, Chefe do Estado-Maior do Exército Americano |
| Nathan Fillion  | James Frederick "Minnesota" Ryan                                        |
| Bryan Cranston  | Mac, Coronel do Departamento de Guerra                                  |

## Produção

### Desenvolvimento
Em 1994, Robert Rodat viu um monumento em Putney Corners, New Hampshire, dedicado a quatro irmãos que morreram durante a Guerra Civil Americana. Inspirado por essa história, ele fez algumas pesquisas e decidiu escrever uma história similar, ambientada na Segunda Guerra Mundial. O roteiro de Rodat foi enviado ao produtor Mark Gordon, que gostou da história, mas só a aceitou após ela ter sido reescrita onze vezes. Gordon mostrou o roteiro final à Tom Hanks, que gostou da ideia, enviando-o à Steven Spielberg, para que o dirigisse. A data de filmagem foi definida para 27 de junho de 1997. Antes do início das filmagens, diversos atores envolvidos com o filme, incluindo Edward Burns, Barry Pepper, Vin Diesel, Adam Goldberg, Giovanni Ribisi e Tom Hanks participaram de um treinamento de campo de dez dias, como forma de preparação para seus papéis. Propositalmente, para fazer o resto do grupo sentir ressentimento em relação ao personagem de Matt Damon, ele não foi levado ao campo até os últimos dias.

Spielberg já havia demonstrado interesse na Segunda Guerra Mundial com os filmes 1941, Empire of the Sun e Schindler's List, além da série Indiana Jones. Além desses, ele mais tarde coproduziu as séries de televisão Band of Brothers e The Pacific, com Hanks. Quando perguntado sobre isso pela American Cinematographer, Spielberg disse: "Eu acho que a Segunda Guerra Mundial é o evento mais significativo dos últimos cem anos; o destino dos baby boomers e até da Geração X estão relacionados com seus efeitos. Além disso, eu simplesmente sempre estive interessado na Segunda Guerra Mundial. Meus filmes mais antigos, que eu fiz quando tinha 14 anos, eram filmes de combate que aconteciam tanto na terra quanto no ar. Há anos eu tenho procurado pela história certa sobre a Segunda Guerra Mundial para filmar, e quando Robert Rodat escreveu Saving Private Ryan, eu a achei." 

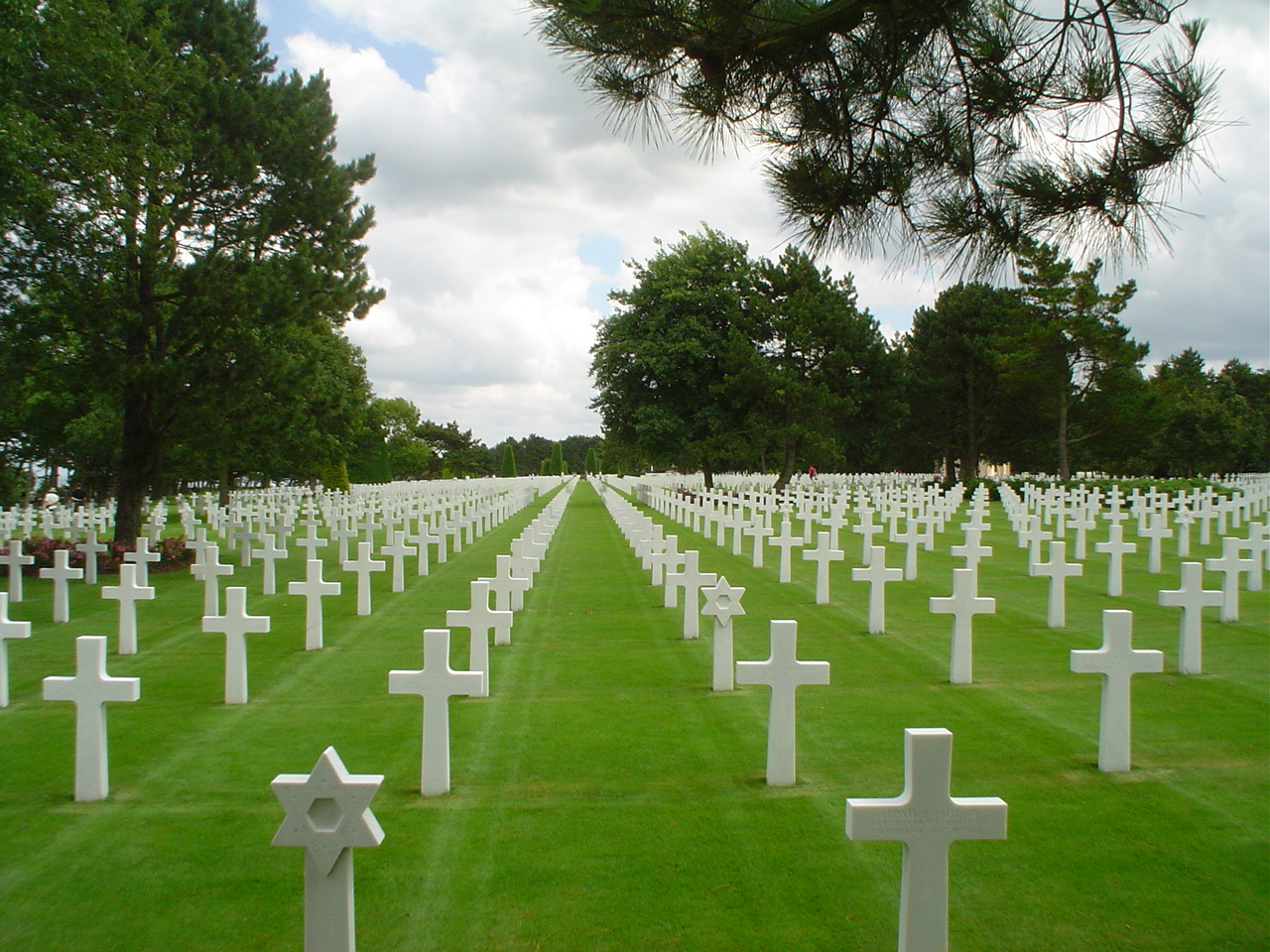
As cenas de abertura e encerramento do filme são ambientadas no Cemitério e Memorial Americano da Normandia

As cenas do Dia D foram filmadas na praia de Ballinesker, em Curracloe Strand, na Irlanda. A filmagem começou em 27 de junho de 1997 e durou dois meses. Uma parte das filmagens foi feita no Normandy American Cemetery and Memorial, na Normandia, em Colleville-sur-Mer e Calvados. Outras cenas foram filmadas em localidades na Inglaterra, como a antiga fábrica do British Aerospace em Hatfield, Londres, Thame, Oxfordshire e Wiltshire. A produção também estava programada para ser realizada em Seaham, County Durham, mas restrições governamentais impediram isso.

### Retratando a história

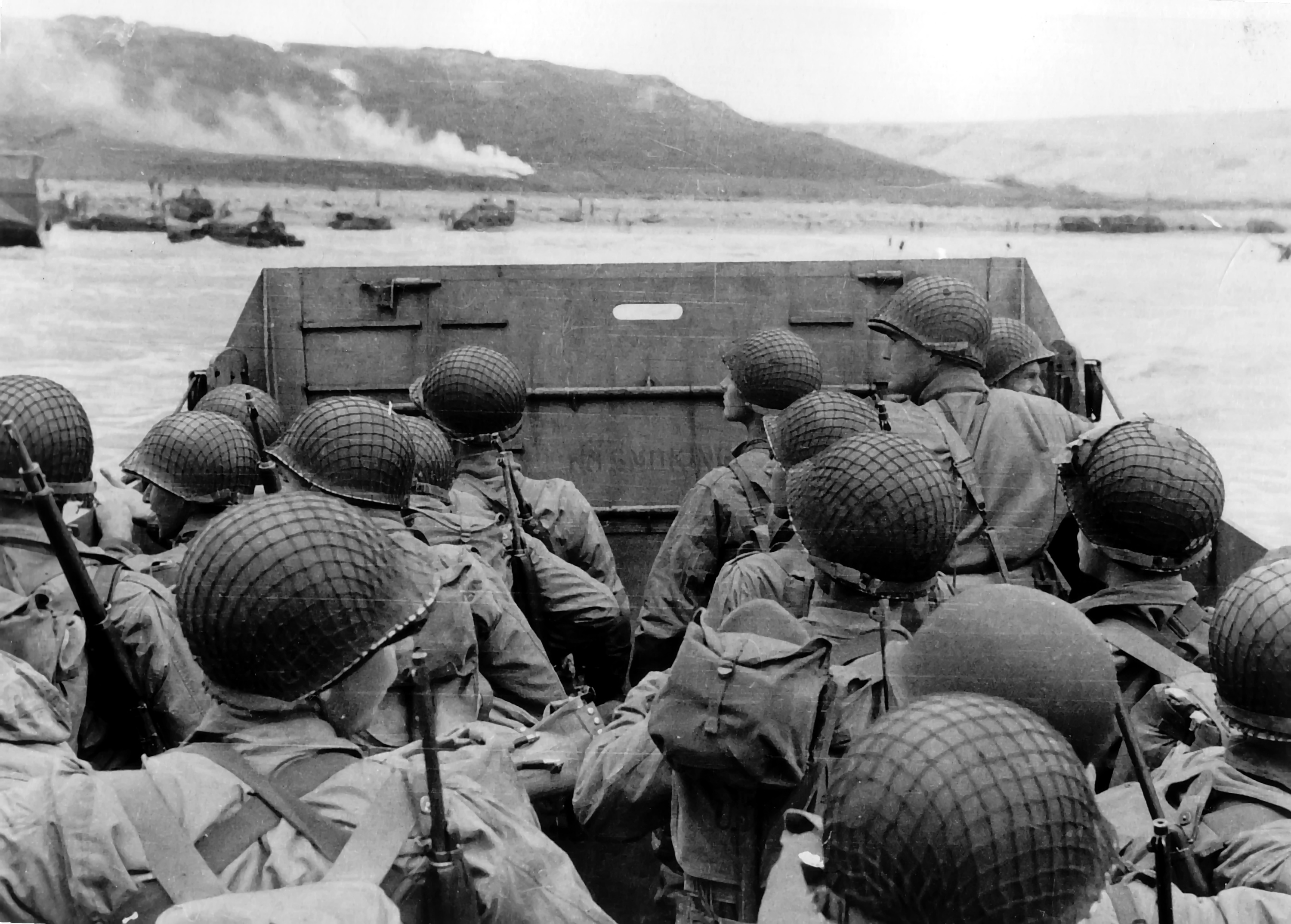
O filme ficou conhecido por sua recriação dos desembarques na Praia de Omaha

Saving Private Ryan tem sido criticamente notado por seu retrato realístico dos combates da Segunda Guerra Mundial. Em particular, a sequência que mostra o ataque na Praia de Omaha foi votada a "melhor cena de batalha de todos os tempos" pela revista Empire, além de ter sido classificada na primeira posição da lista do TV Guide dos "50 Maiores Momentos do Cinema". A cena custou doze milhões de dólares e envolveu mais de 1.500 pessoas, alguns dos quais eram membros das Forças Reservas de Defesa da Irlanda. Membros de grupos locais de encenamento, como o Second Battle Group, foram escalados para atuarem como os soldados alemães. Em adição, de vinte a trinta atores realmente amputados foram usados para retratarem os soldados americanos mutilados durante a atracagem. Spielberg não fez uma sequência em storyboard, já que ele queria reações espontâneas e "a ação de me inspirar em relação à onde colocar a câmera".
As embarcações usadas incluíram doze exemplares reais da Segunda Guerra. Os realizadores do filme usaram câmeras subaquáticas para retratar melhor os soldados sendo atingidos na água. Quarenta barris de sangue falso foram usados para simular os efeitos do sangue na água marinha. Esse grau de realismo foi mais difícil de ser atingido quando retratando os veículos blindados alemães, uma vez que existem poucos modelos em condições de operação. Os tanques Tiger I do filme eram cópias construídas de chassis de antigos, mas funcionais de tanques T-34 soviéticos. Os dois veículos descritos no filme como Panzers foram feitos para retratarem Marder III. Um foi criado para o filme usando chassis de tanques tchecos Panzer 38(t), similar à construção dos Marder III originais; o outro foi uma arma de assalto sueca SAV m/43 cosmeticamente modificada, que também usou chassis dos 38(t).
Inevitavelmente, algumas licenças artísticas foram tomadas pelos realizadores em prol do drama. Uma das mais notáveis é a representação da 2ª Divisão SS Das Reich como adversária durante a fictícia Batalha de Ramelle. A 2ª SS não estava engajada na Normandia até julho, e depois em Caen, contra os ingleses e canadenses, cem milhas à leste. Ademais, as pontes do rio Merderet não eram objetivo da 101ª Divisão Aérea, mas sim da 82ª, como parte da Missão Boston. Muito tem sido dito sobre os vários "erros táticos" cometidos tanto pelas forças alemãs quanto pelas forças americanas na batalha climácica do filme. Spielberg respondeu, dizendo que em muitas das cenas ele optou por substituir táticas sonoras militares e precisão histórica rigorosa para obter o efeito dramático.
Para atingir um tom e qualidade que era real para a história assim como refletia o período em que era ambientada, Spielberg, mais uma vez, contou com o cinematografista Janusz Kamiński, dizendo, "Logo no início, nós dois sabíamos que não queríamos que o filme se parecesse com uma extravagância Technicolor sobre a Segunda Guerra Mundial, mas mais como sequências de um jornal cinematográfico dos anos 40, que é bastante desaturado e de baixa tecnologia." Kamiński tirou o revestimento protetor das lentes da câmera, tornando-a próxima das usadas nos anos 40. Ele explica que "sem o revestimento protetor, a luz entra e começa a saltar ao redor, o que a torna um pouco mais difusa e suave, sem ficar fora de foco". Kamiński completou o efeito colocando o negativo através de bleach bypass, um processo que reduz o brilho e a saturação da cor. O obturador foi configurado para 90 ou 45 graus para a maioria das sequências de batalha, em oposição à configuração padrão de 180 graus. Kamiński explica, "Desse jeito, nós atingimos um certo staccato nos movimentos dos atores e uma certa vivacidade nas explosões, o que as torna mais realistas."

## Recepção

### Bilheteria
O Resgate do Soldado Ryan foi lançado em 2.463 cinemas estadunidenses em 24 de julho de 1998 e arrecadou US$ 30,5 milhões no fim de semana de estreia, chegando ao número um e permaneceu no topo por quatro semanas até Blade ultrapassa-lo na quinta semana. O filme arrecadou US$ 216,5 milhões nos Estados Unidos e Canadá e US$ 265,3 milhões em outros países, elevando seu total mundial para US$ 481,8 milhões. Foi o filme de maior receita doméstica de 1998 e a segunda maior bilheteria mundial daquele ano, ficando atrás somente de Armageddon. O site Box Office Mojo calcula que o filme conseguiu vender cerca de quarenta e cinco milhões de ingressos nos Estados Unidos e Canadá.

### Resposta crítica
O Resgate do Soldado Ryan recebeu elogios tanto da crítica quanto do público; muitos dos elogios foram dados à direção de Spielberg, às cenas de batalha realistas, às performances dos atores, à trilha sonora de John Williams, à cinematografia, à edição e o roteiro. O filme possui uma taxa de aprovação de 93% no Rotten Tomatoes, sendo classificado como "fresco", com base em 139 críticas e obtendo uma pontuação média de 8,64/10; o consenso do site afirma que "ancorado por outra performance vencedora de Tom Hanks, o filme de guerra inflexivelmente realista de Steven Spielberg redefine virtualmente o gênero". O filme também possui a pontuação 91/100 no agregador Metacritic, com base em trinta e cindo resenhas indicando "aclamação universal".
Muitas associações de críticos, como o New York Film Critics Circle e a Los Angeles Film Critics Association, escolheram O Resgate do Soldado Ryan como o filme do Ano. Roger Ebert deu quatro estrelas de quatro em sua crítica e chamou o filme de "uma experiência poderosa". Janet Maslin, do The New York Times, chamou de "o melhor filme de guerra do nosso tempo". Gene Siskel, crítico do Chicago Tribune, também aclamou o filme. Em seu programa de TV At the Movies, Siskel e Ebert nomearam o filme como quarto e terceiro melhor filme de 1998, respectivamente. Escrevendo para a revista Time, Richard Schickel disse que o longa era "um filme de guerra que, ciente das convenções de seu gênero, as transcende, à medida que transcende as moralidades simplistas que informam seus predecessores, para tomar o terreno alto e moralmente assombroso". Owen Gleiberman, da Entertainment Weekly, elogiou o filme dizendo que "Spielberg capturou a instabilidade provocadora do combate moderno".

### Precisão histórica

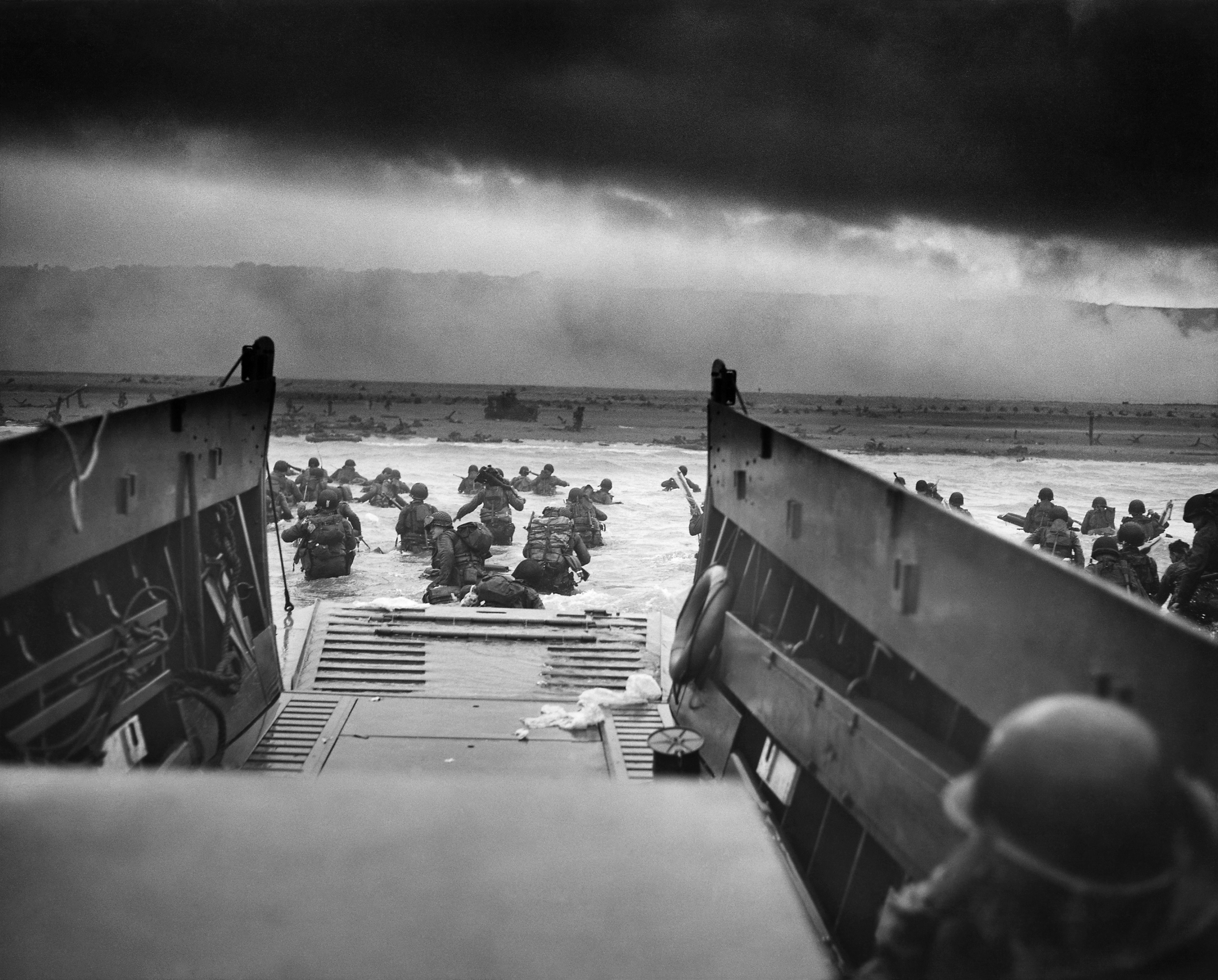
A famosa fotografia Into the Jaws of Death, tirada por Robert F. Sargent em 6 de junho de 1944. A cena inicial de Saving Private Ryan foi elogiado por sua recriação precisa dos desembarques na Praia de Omaha.

Várias publicações destacaram a precisão do ataque à Praia de Omaha, até mesmo o som dos tiros, embora alguns erros menores tenham sido observados, como balas matando soldados debaixo d'água, a ausência de timoneiros britânicos dirigindo os barcos, posições defensivas alemães anacrônicas em Omaha, certos equipamentos e uniformes e a duração truncada da batalha. O curador histórico John Delaney disse:
"É preciso para essa unidade, nesse pedaço daquela praia naquele dia ... mas você não pode dizer, 'Isso é o que foi o Dia D', porque não foi. A praia de Omaha tem cerca de três quilômetros e meio de comprimento. O que está acontecendo em uma ponta da praia não é o que está acontecendo na outra ponta."
Discutindo a narrativa central, Ambrose disse: "É improvável que teriam enviado oito soldados, mas pode ter sido difícil encontrá-lo [...] os paraquedistas estavam espalhados por toda parte".
Muitos veteranos da Segunda Guerra Mundial descreveram a abertura de O Resgate do Soldado Ryan como a representação mais realista de combate. Outro veterano, entrevistado pela revista Time, disse: "Lembro-me de quando saí para o saguão do cinema, nem uma única pessoa que saía dessa exibição disse uma palavra ... todos ficaram atordoados com isso ... Apenas trouxe de volta tantas lembranças." Houve diversos relatos de alguns veteranos incapazes de terminar de assistir O Resgate do Soldado Ryan por causa das memórias que trouxe de volta. O Departamento dos Assuntos de Veteranos dos Estados Unidos criou uma linha telefônica dedicada para os espectadores afetados pelo filme e mais veteranos visitaram conselheiros para transtorno de estresse pós-traumático.
O restante do filme foi menos historicamente preciso. A cidade de Ramelle e sua batalha associada eram fictícias, e erros táticos foram deliberadamente cometidos para efeito dramático, assim como parte do diálogo e os métodos usados para localizar Ryan. A Total Film e alguns veteranos não americanos foram críticos à falta de outras forças aliadas ao longo do filme. O canal britânico Channel 4 disse que esses críticos perderam o ponto do filme, que era "descaradamente uma história americana".

## Prêmios e nomeações
Oscar 1999  Estados Unidos
- Melhor diretor (Steven Spielberg)
- Melhor fotografia (Janusz Kaminski)
- Melhor edição (Michael Kahn)
- Melhor edição de som (Gary Rydstrom e Richard Hymns)
- Melhor mixagem de som (Gary Rydstrom, Gary Summers, Andy Nelson e Ron Judkins)

Indicações:
- Melhor filme
- Melhor ator (Tom Hanks)
- Melhor roteiro
- Melhor direção de arte (Thomas E. Sanders e Lisa Dean)
- Melhor maquiagem
- Melhor trilha sonora (John Williams)

Globo de Ouro 1999  Estados Unidos
- Melhor diretor (Steven Spielberg)
- Melhor filme - drama

Indicações:
- Melhor roteiro
- Melhor trilha sonora (John Williams)
- Melhor ator - drama (Tom Hanks)

BAFTA 1999  Reino Unido
- Melhor som
- Melhores efeitos especiais

Indicações:
- Melhor filme
- Melhor trilha sonora (John Williams)
- Melhor fotografia
- Melhor ator (Tom Hanks)
- Melhor maquiagem
- Melhor diretor
- Melhor edição
- Melhor direção de arte

Grammy 1999  Estados Unidos
- Melhor trilha sonora (John Williams)

MTV Movie Awards 1999  Estados Unidos
- Melhor filme
- Melhor sequencia de ação (desembarque da Normandia)
- Melhor Ator (Tom Hanks)

Prêmio César 1999  França
Indicação:
- Melhor filme estrangeiro

Academia Japonesa de Cinema 1999  Japão
Indicação:
- Melhor filme estrangeiro